# Amir Khusraw Dihlawi
Abu-l-Hàssan Yamín-ad-Din Khusraw, més conegut com a Amir Khusraw Dihlawí (persa: امیر خسرو دہلوی; hindi: अमीर ख़ुसरौ दहलवी), també transcrit Amir Khosrow (Patiala, Uttar Pradesh, 1253 - Delhi, 1325), fou un erudit, músic i poeta indi en llengua persa que ha esdevingut una de les icones culturals de la història del subcontinent indi. Sufí i deixeble espiritual de Nizamuddín Auliya, no només és considerat com un dels més grans poetes de l'Índia, sinó que també se li atribueix la creació de la música indostànica de qawwali (música religiosa dels sufís) així com la invenció de la tabla i del sitar.
Amir Khursaw era fill d'un cap de tribu turc i d'una mare rajput, i va viure tota la seva vida a l'Índia. Va ser extremadament prolífic, tant en poesia com en prosa, abastant tots els estils de la poesia persa medieval, des de les contundents cassides de Khaqani fins a l'èpica romàntica de Nizami. És especialment significativa la seva contribució al desenvolupament del ghazal, fins llavors poc utilitzat a l'Índia.
Va deixar cinc diwans, cinc khamsa, els ghazaliyyat (poemes lírics), tres obres en prosa i cinc poemes històrics.

## Biografia

### Primers anys
Amir Saif ud-Din i Bibi Daulatnaz van ser pares de quatre fills: tres fills (un dels quals era Khusrau) i una filla. Amir Saif ud-Din Mahmud va morir el 1260, quan Khusrau només tenia vuit anys. A través de la influència del seu pare, va absorbir l'islam i el sufisme juntament amb competències en turc, persa i àrab. Era conegut pel seu sobrenom Tuti-i Hind ('Lloro de l'Índia'), que segons l' Enciclopèdia de l'Islam «compara el poeta eloqüent amb el lloro que parla dolçament, indica el seu estatus canònic com a poeta del persa»". L'amor i l'admiració de Khusrau per la seva pàtria és transparent a través del seu treball.
Khusrau era un nen intel·ligent. Va començar a aprendre i escriure poesia als nou anys. El seu primer diwan, Tuhfat us-Sighr ('El regal de la infància'), que conté poemes compostos entre els 16 i els 18 anys, va ser compilat el 1271. L'any 1273, quan Khusrau tenia 20 anys, el seu avi, que segons es diu en tenia 113, va morir.

### Carrera
Després de la mort de l'avi de Khusrau, Khusrau es va unir a l'exèrcit de Malik Chajju, un nebot del sultà regnant, Ghiyas ud-Din Balban. Això va fer que la seva poesia rebés l'atenció de l'Assemblea de la Reial Audiència on va ser homenatjat.
Nasir ud-Din Bughra Khan, el segon fill de Balban, va ser convidat a escoltar Khusrau. Va quedar impressionat i es va convertir en patró de Khusrau el 1276. El 1277 Bughra Khan va ser nomenat llavors governant de Bengala, i Khusrau el va visitar el 1279 mentre escrivia el seu segon diwan, Wast ul-Hayat ('Al mig de la vida'). Khusrau després va tornar a Delhi. El fill gran de Balban, Khan Muhammad (que era a Multan), va arribar a Delhi, i quan va sentir parlar de Khusrau el va convidar a la seva cort. Aleshores Khusrau el va acompanyar a Multan el 1281. Multan en aquell moment era la porta d'entrada a l'Índia i era un centre de coneixement i aprenentatge. Caravanes d'erudits, comerciants i emissaris van transitar per Multan des de Bagdad, Aràbia i Pèrsia cap a Delhi. Khusrau va escriure que:
| « | Em vaig lligar el cinturó de servei a la cintura i em vaig posar la gorra de companyia durant cinc anys més. Vaig donar lluentor a l'aigua de Multan des de l'oceà dels meus enginys i bondats. | » |

El 9 de març de 1285, Khan Muhammad va morir en la batalla mentre lluitava contra els mongols que envaïen el sultanat. Khusrau va escriure dues elegies per la seva mort. El 1287, Khusrau va viatjar a Awadh amb un altre dels seus mecenes, Amir Ali Hatim. Als vuitanta anys, Balban va cridar al seu segon fill Bughra Khan de Bengala, però Bughra Khan es va negar. Després de la mort de Balban el 1287, el seu net Muïzz-ad-Din Qaiqabad, fill de Bughra Khan, va ser nomenat sultà de Delhi als 17 anys. Khusrau va romandre al servei de Qaiqabad durant dos anys, del 1287 al 1288. L'any 1288 Khusrau va acabar el seu primer masnavi, Qiran us-Sa'dain ('Reunió de les dues estrelles favorables'), que tractava de la trobada de Bughra Khan amb el seu fill Muiz ud-Din Qaiqabad després d'una llarga enemistat. Després que Qaiqabad va patir un ictus el 1290, els nobles van nomenar sultà al seu fill Kayumarth, de tres anys. Un turcoafganès anomenat Jalal ud-Din Firuz Khalji va marxar a Delhi, va matar Qaiqabad i es va convertir en sultà, acabant així la dinastia mameluca del sultanat de Delhi i començant la dinastia Khalji.
Jalal ud-Din Firuz Khalji apreciava la poesia i va convidar molts poetes a la seva cort. Khusrau va ser honorat i respectat a la seva cort i se li va donar el títol d'"Amir". Se li va donar la feina de "Mushaf-dar". La vida de la cort va fer que Khusrau es concentrés més en les seves obres literàries. Els ghazals de Khusrau que va compondre en ràpida successió eren musicats i eren cantats per noies cantants cada nit davant el sultà. Khusrau escriu sobre Jalal ud-Din Firuz:
| « | El rei del món Jalal ud-Din, en recompensa pel meu dolor infinit que vaig assumir en la composició de versos, em va atorgar un tresor inimaginable de riquesa. | » |

El 1290 Khusrau va completar el seu segon masnavi, Miftah ul-Futuh ('Clau de les victòries'), en elogi de les victòries de Jalal ud-Din Firuz. El 1294 Khusrau va completar el seu tercer divan, Ghurrat ul-Kamaal ('El primer de la perfecció'), que consistia en poemes composts entre els 34 i els 41 anys.

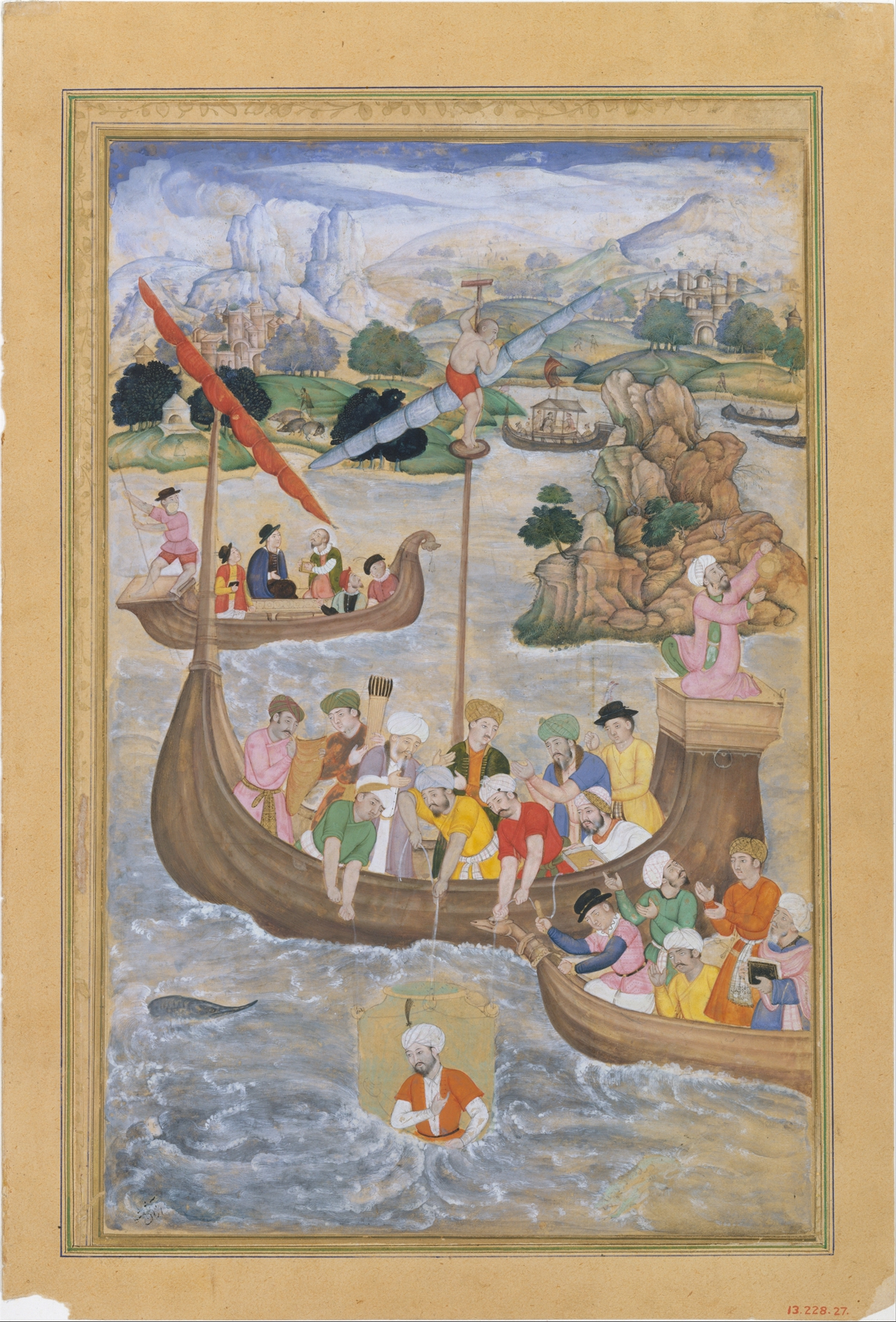
Alexandre és baixat al mar, d'un Khamsa d'Amir Khusrau Dihlavi, atribuït a Mukanda c. 1597–98, Metropolitan Museum of Art

Després de Jalal ud-Din Firuz, Muhàmmad Xah I Khalji va pujar al tron de Delhi el 1296. Khusrau va escriure el Khaza'in ul-Futuh ('Els tresors de la victòria') registrant les obres de construcció, les guerres i els serveis administratius d'Ala ud-Din. Després va compondre un khamsa (quintet) amb cinc masnavis, conegut com Khamsa-e-Khusrau ('Khamsa de Khusrau'), completant-lo el 1298. El khamsa va emular el del poeta anterior de les èpiques perses, Nizami Gandjawi. El primer masnavi del khamsa va ser Matla ul-Anwar ('Lloc Naixent de les Llums') que consta de 3.310 versos (completats en 15 dies) amb temes ètics i sufís. El segon masnavi, Khusrau-Shirin, constava de 4000 versos. El tercer masnavi, Laila-Majnun, va ser un romanç. El quart masnavi voluminós va ser Aina-e-Sikandari, que narrava les gestes heroiques d'Alexandre el Gran en 4.500 versos. El cinquè masnavi va ser Hasht-Bihisht, que es basava en llegendes sobre Bahram V, el quinzè rei de l'Imperi Sassànida. Totes aquestes obres van fer de Khusrau una lluminària de referència en el món de la poesia. Ala ud-Din Khalji estava molt satisfet amb la seva feina i el va recompensar generosament. Quan va néixer el fill d'Ala ud-Din i futur successor Mubarak Xah I Khalji, Khusrau va preparar l'horòscop de Mubarak Shah Khalji en el qual es van fer certes prediccions. Aquest horòscop està inclòs al masnavi Saqiana.
L'any 1300, quan Khusrau tenia 47 anys, la seva mare i el seu germà van morir. Va escriure aquestes línies en el seu honor:
| « | Un doble resplendor va deixar la meva estrella aquest any Se n'han anat el meu germà i la meva mare, Les meves dues llunes plenes s'han posat i han deixat de brillar En una setmana curta per aquesta mala sort meva. | » |

L'homenatge de Khusrau a la seva mare a la seva mort va ser:
| « | Allà on es trobi la pols dels teus peus és com una relíquia del paradís per a mi. | » |

El 1310 Khusrau es va convertir en deixeble del sant sufí de l'orde Chishti, Nizamuddin Auliya . El 1315, Khusrau va completar el masnavi romàntic Duval Rani - Khizr Khan sobre el matrimoni de la princesa Vaghela Duval Rani amb Khizr Khan, un dels fills d'Ala ud-Din Khalji.
Després de la mort d'Ala ud-Din Khalji el 1316, el seu fill Qutb ud-Din Mubarak Shah Khalji es va convertir en el sultà de Delhi. Khusrau va escriure un masnavi sobre Mubarak Shah Khalji anomenat Nuh Sipihr ('Nou cels'), que descrivia els esdeveniments del regnat de Mubarak Shah Khalji. Va classificar la seva poesia en nou capítols, cada part dels quals es considera un "cel". En el tercer capítol va escriure un relat viu de l'Índia i el seu entorn, estacions, flora i fauna, cultures, erudits, etc. Va escriure un altre llibre durant el regnat de Mubarak Shah Khalji amb el nom d' Ijaz-e-Khusravi (Els miracles de Khusrau), que constava de cinc volums. El 1317 Khusrau va compilar Baqia-Naqia (Restes de puresa). El 1319 va escriure Afzal ul-Fawaid (La més gran de les benediccions), una obra de prosa que contenia els ensenyaments de Nizamuddin Auliya.
L'any 1320 Mubarak Shah Khalji va ser assassinat per Khusraw Khan Barwari, que així va posar fi a la dinastia Khalji i es va convertir breument en sultà de Delhi. Durant el mateix any, Khusro Khan va ser capturat i decapitat per Ghiyath-ad-Din Tughluq, que es va convertir en sultà i així va començar la dinastia tughlúquida. El 1321 Khusrau va començar a escriure un masnavi històric anomenat Tughlaq Nama (Llibre dels Tughlaqs) sobre el regnat de Ghiyath al-Din Tughlaq i el d'altres governants de Tughlaq.
Khusrau va morir l'octubre de 1325, sis mesos després de la mort de Nizamuddin Auliya. La tomba de Khusrau es troba al costat de la del seu mestre espiritual al Nizamuddin Dargah de Delhi. Nihayat ul-Kamaal (El zenit de la perfecció) va ser compilat probablement unes setmanes abans de la seva mort.

### Inscripció de Shalimar Bagh
Una faula popular que s'ha fet camí en l'erudició atribueix el següent vers persa famós a Khusrau:
| « | Agar Firdaus bar ru-ye zamin ast, Hamin ast o hamin ast o hamin ast. | » |

Traduït: "Si hi ha un paradís a la terra, és això, és això, és això". Es creu que aquest vers s'ha inscrit en diverses estructures mogols, suposadament en referència al Caixmir, concretament a un edifici particular al jardí de Shalimar a Srinagar, Caixmir (construït durant el regnat de l'emperador mogol Jahangir).
No obstant això, els estudis recents han traçat el vers a una època molt posterior a la de Khusrau i a un lloc força llunyà de Caixmir. L'historiador Rana Safvi va inspeccionar tots els edificis probables del jardí del Caixmir i no va trobar cap inscripció atribuïda a Khusrau. Segons ella, el vers va ser compost per Sa'adullah Khan, un destacat noble i erudit a la cort del successor i fill de Jahangir, Shah Jahan. Fins i tot en la memòria popular, va ser Jahangir qui va repetir per primer cop la frase en lloança del Caixmir.

## Aportacions a la música Hindustani

### Qawwali
A Khusrau se li atribueix la fusió de les tradicions de cant persa, àrab, turc i índia a finals del segle XIII per crear qawwali, una forma de cançó devocional sufí. Un cor ben puntuat que emfatitza el tema i la tornada devocional juntament amb un cantant principal que utilitza un estil ornamentat de taans ràpids i combinacions difícils de svara són les característiques distintives d'un qawwali. Els deixebles de Khusrau especialitzats en el cant Qawwali van ser classificats més tard com Qawwals (cantaven només cançons devocionals musulmanes) i Kalawants (cantaven cançons mundanes a l'estil Qawwali).

### Tarana i Trivat
Tarana i Trivat també estan acreditats a Khusrau. El musicòleg i filòsof Jaidev Singh ha dit:
| « | [Tarana] va ser completament una invenció de Khusrau. Tarana és una paraula persa que significa una cançó. Tillana és una forma corrupta d'aquesta paraula. És cert que Khusrau tenia davant d'ell l'exemple de les cançons de Nirgit utilitzant śuṣk-akṣaras (paraules sense sentit) i pāṭ-akṣaras (síl·labes mnemotècniques del mridang). Aquestes cançons estaven de moda almenys des de l'època de Bharat. Però en general, el Nirgit utilitzava consonants dures. Khusrau va introduir dues innovacions en aquesta forma de música vocal. En primer lloc, va introduir paraules majoritàriament perses amb consonants suaus. En segon lloc, va organitzar aquestes paraules de manera que tinguessin cert sentit. També va introduir unes quantes paraules hindi per completar el sentit... Només el geni de Khusrau va poder organitzar aquestes paraules de tal manera que aportessin algun significat. Els compositors posteriors a ell no van poder fer-ho, i la tarana va quedar tan sense sentit com l'antic Nirgit. | » |

Es creu que Khusrau va inventar l'estil tarana durant el seu intent de reproduir l'exposició de Gopal Naik al raag Kadambak. Khusrau va amagar i escoltar Gopal Naik durant sis dies, i el setè dia, va reproduir la interpretació de Naik utilitzant paraules sense sentit (mridang bols ) creant així l'estil tarana.

### Sitar
Khusrau és acreditat per la invenció del sitar. En aquell moment, hi havia moltes versions de la Veena a l'Índia. Va rebatejar el Tritantri Veena de 3 cordes com a Setar (persa per a 3 cordes), que finalment es va fer conegut com a sitar.

## Llegat

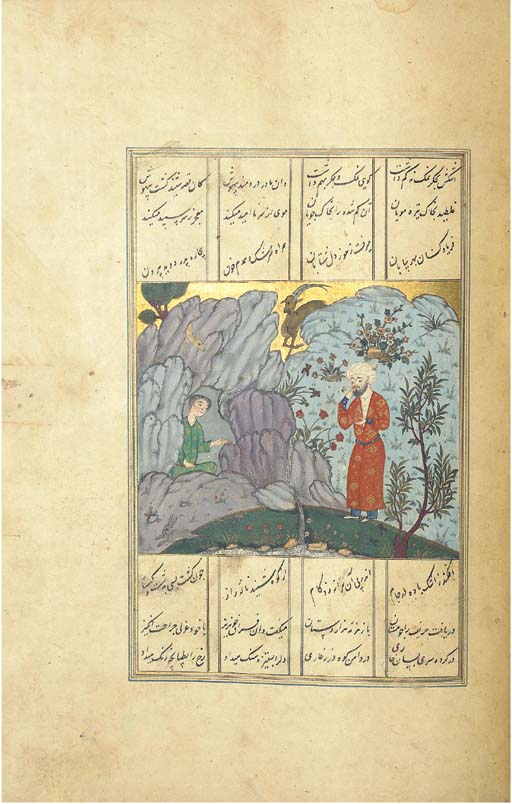
Un manuscrit il·lustrat d'un dels poemes d'Amir Khusrau.

Amir Khusrau va ser un prolífic poeta clàssic associat a les corts reials de més de set governants del sultanat de Delhi. Va escriure moltes endevinalles, cançons i llegendes lúdiques que s'han convertit en part de la cultura popular al sud d'Àsia. Els seus endevinalles són una de les formes més populars de la poesia hindustànica actual. És un gènere que implica un doble sentit o joc de paraules. Durant els darrers set segles s'han passat per la tradició oral innombrables endevinalles del poeta. A través de la seva producció literària, Khusrau representa un dels primers personatges indis registrats amb una autèntica identitat multicultural o pluralista. Els músics atribueixen a Khusrau la creació de sis estils de música: qaul, qalbana, naqsh, gul, tarana and khyal, però no hi ha proves suficients per a això.

### Desenvolupament de Hindavi
Khusrau va escriure principalment en persa. Se li atribueixen molts versos hindustanics (històricament coneguts com a Hindavi), ja que no hi ha proves de la seva composició per Khusrau abans del segle XVIII. El llenguatge dels versos hindústanis sembla ser relativament modern. També va escriure una balada de guerra en panjabi. A més, parlava àrab i sànscrit. La seva poesia encara es canta avui als santuaris sufís de l'Índia i el Pakistan.

## En la cultura popular
La pel·lícula Junoo de 1978 s'obre amb una interpretació d'Aaj Rung Hai de Khusrau, i l'argument de la pel·lícula veu el poema utilitzat com un símbol de rebel·lió.
Amir Khusro, un documental que cobreix la seva vida i les seves obres dirigit per Om Prakash Sharma estrenat el 1974. Va ser produït per la Divisió de Cinema del Govern de l'Índia.
Amir Khusro, una sèrie de televisió índia basada en la vida i les obres de Khusrau es va emetre a DD National, l'emissora pública nacional, als anys vuitanta. Va ser interpretat per l'actor Bhawani Muzamil com un poeta de la cort d'Alauddin Khalji a la pel·lícula índia Padmaavat del 2018 de Sanjay Leela Bhansali.
Un dels poemes de Khusro sobre Basant, Sakal bun phool rahi sarson, va ser citat en un número de Ms. Marvel de Saladin Ahmed. La inclusió del poema -utilitzat per il·lustrar un moment cabdal del còmic- va provocar elogis a les xarxes socials. El 25 de desembre de 2020, la cantant pakistanesa Meesha Shafi i la banda de funk instrumental Mughal-e-Funk van col·laborar i van publicar una interpretació del poema.